# Kościół Matki Bożej Różańcowej w Gnojnej
Kościół Matki Bożej Różańcowej – rzymskokatolicki kościół parafialny w Gnojnej (województwo opolskie). Świątynia należy do parafii Matki Bożej Różańcowej w Gnojnej w dekanacie Grodków, diecezji opolskiej. Dnia 12 listopada 1968 roku, pod numerem 1145/66 kościół został wpisany do rejestru zabytków województwa opolskiego.

## Historia kościoła
Pierwsza wzmianka o kościele pochodzi z rejestru dziesięcin, gdzie wspomniany jest jako kościół parafialny w archiprezbiteracie brzeskim. W połowie XVI wieku przeszedł w ręce protestantów. W 1945 roku, w czasie działań wojennych II wojny światowej uległ zniszczeniu. Dzięki staraniu katolików, w 1946 roku odbudowany, gdzie stał się ponownie kościołem katolickim. 

## Architektura i wnętrze kościoła
Świątynia została wybudowana z kamienia, otynkowana. W XV wieku zostało przebudowane prezbiterium, któremu nadano styl gotycki. Pod koniec XVIII wieku rozbudowany (dobudowano boczne nawy i wieżę oraz przebudowano dach). Ponadto na uwagę zasługują:
- klasycystyczny ołtarz z kolumnami i dwoma płaskorzeźbami (jedna przedstawia Ukrzyżowanie, druga natomiast Zmartwychwstanie,
- pochodząca z około 1800 roku ambona,
- barokowy krucyfiks.

Wokół kościoła zachowały się fragmenty muru, który został postawiony z rudy darniowej.